# 莱比锡大学
莱比锡大学（德語：Universität Leipzig）位于德国萨克森州的莱比锡，创立于1409年，是欧洲最古老的大学之一，也是现今德国辖地内历史第二悠久而運作年期未曾中斷的大学，仅次于海德堡大学（1386年）。
自从创建以来经历了近600年不间断的教学与科研，现在的莱比锡大学已經发展為擁有14个學院、152个學程、三萬多名学生的大學。它是莱比锡最大的一所大学，也是萨克森州第二大的大学，仅次于德累斯顿工业大学。
著名校友有萊布尼茲、歌德、尼采、歷史學家蘭克、讓·保羅等。1879年德國生理學家威廉·馮特任萊比錫大學哲學教授時建立了第一個心理實驗室，標誌著現代心理學的開端。医学专业是莱比锡大学最知名的专业。截止2017年，共有18位校友及教职工曾获得诺贝尔奖。

## 历史

### 中世纪
在欧洲，除了业已存在的大学外，13世纪新建的大学都是由教宗倡议并设置的，进入14世纪，欧洲各地的君主纷纷开设属于自己的大学，但仍必须获得教宗的认可，欧洲大学的数量迅速增加。
1378年至1417年发生了教会大分裂，这对欧洲的政治版图和大学布局产生了深远的影响。因为这场教会大分裂，原本聚集在巴黎的来自欧洲各地的师生旗帜鲜明地站到了各地所支持的教宗那一边，尖锐的民族对立和宗教信仰冲突导致了德国师生大规模地离开巴黎大学返回故乡，由此促成了德国内一大批大学的出现。德语地区在教宗的大力支持下场新建大学的运动，这批新大学都获得了教宗颁发的特许。
1409年查理大学发生了同样的分裂情况，许多在布拉格查理大学的教师和学生因此返回德国。在这样的背景下，图林根的方伯侯爵、韦廷王朝的边伯侯爵、后来的萨克森选帝侯腓特烈一世和他的弟弟韦廷王朝的边伯侯爵威廉二世（William II，1371年4月23日－1425年3月30日）于1409年创建了莱比锡大学，大学设立的文学院接收了从布拉格查理大学回来的师生。莱比锡大学获得了当地统治者的大力资助，并在同年9月9日获得教宗歷山五世的认可，12月2日正式成立。其后又相继设立了医学院（1415年）和法学院（1446年）。
接下来的几个世纪，莱比锡大学持续发展，建立了新的院系，并一度成为德国最大的大学。
莱比锡大学师生参加了德国1848年的三月革命。
1923年萨克森皇家兽医学校从德累斯顿搬到了莱比锡，成为莱比锡大学兽医系。

### 20世纪
在20世纪初期，莱比锡大学师生的右翼保守主义思想高涨，德国十一月革命（1918年－1919年）时，学生们在校长的要求下取下了大学主楼上的红旗，挂上了韦廷王朝的旗帜。因魏玛政府签署1919年凡尔赛条约而引发的卡普政变期间，莱比锡大学的学生志愿者占领了市中心并向卡普的反对者开枪。1931年，莱比锡大学的国家社会主义（纳粹）学生组织赢得大学学生组织的选举。1933年，超过100名教授联名支持希特勒上台。
第二次世界大战爆发后，莱比锡大学成为被德意志第三帝国允许继续授课的四所大德意志大学之一。
二战结束时，莱比锡大学位于奥古斯特广场的主体建筑和附属圣保罗教堂以及位于贝多芬大街的主图书馆均被大面积摧毁，全校60%的建筑和70%的藏书在空袭中化为灰烬。1946年2月5日大学重新开放，此后大学陆续重建和扩建，并于1968－1973年修建了142米高，共29层的大学主楼Uni-Hochhaus，大学校门则仍保留卡尔·弗里德里希·申克尔的设计。
1953年－1991年间，莱比锡大学曾名莱比锡卡尔·马克思大学。
两德统一后，于1994－2002年按原样重建大学主图书馆Albertina。到2009年大学600周年校庆前后，市中心新校园（包括重建的新主楼和圣保罗教堂）将全新落成，但均为在原建筑基础上的现代设计风格。

## 校际交流
莱比锡大学與56所高等教育機構簽訂校級雙邊夥伴協定，其中16所位於歐洲，40所位於歐洲以外；另有15個歐洲和78個非歐洲的院級夥伴。它同時也是烏特列支組織和Arqus歐洲大學聯盟的一員。
2006年6月，莱比锡大学与中国国家汉语国际推广领导小组办公室签署协议，将与中国人民大学合作建设莱比锡大学孔子学院。莱比锡大学孔子学院将面向德国东部地区介绍中国、汉语和中国文化。

## 學術

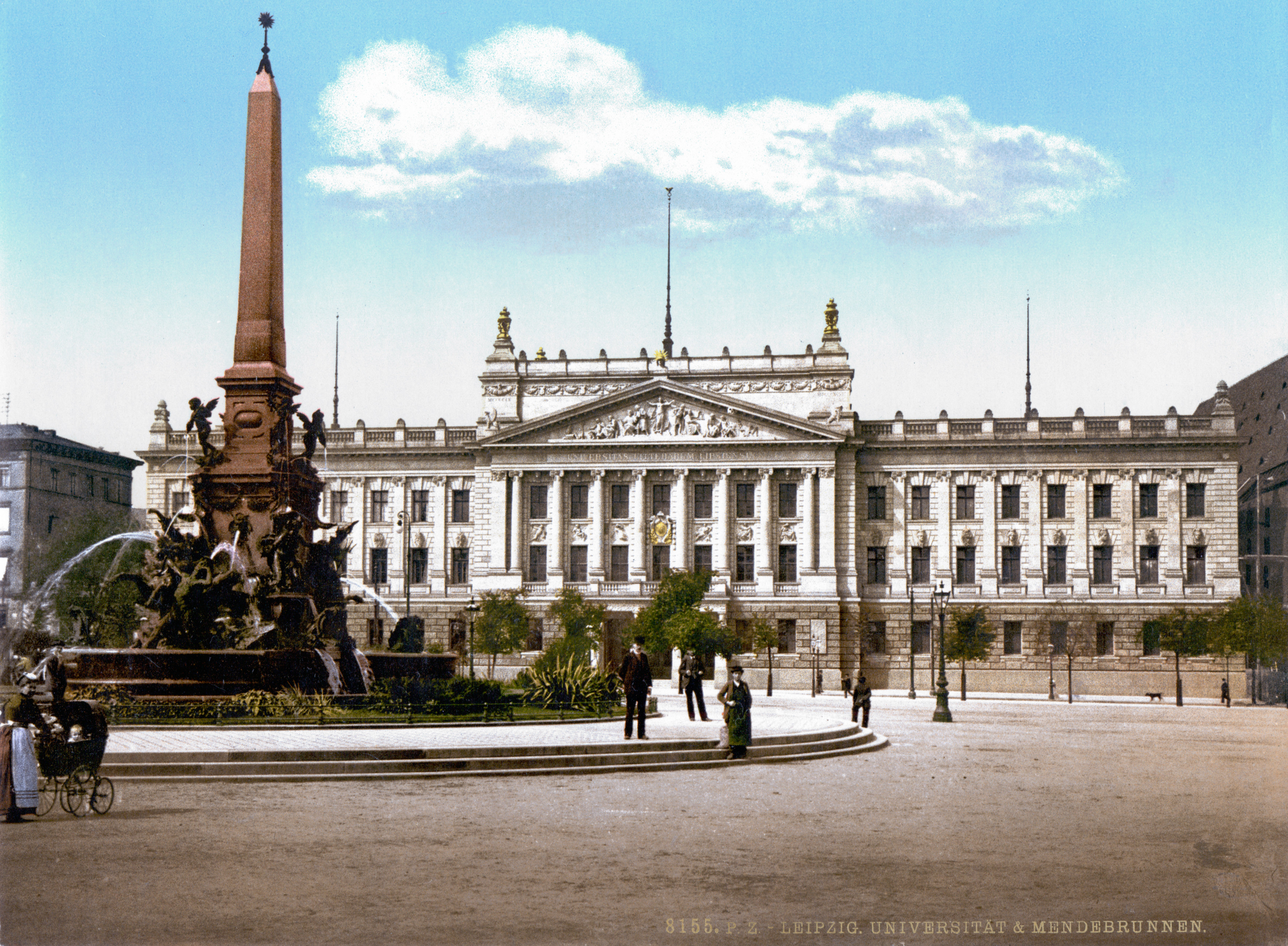
1900年大学主楼

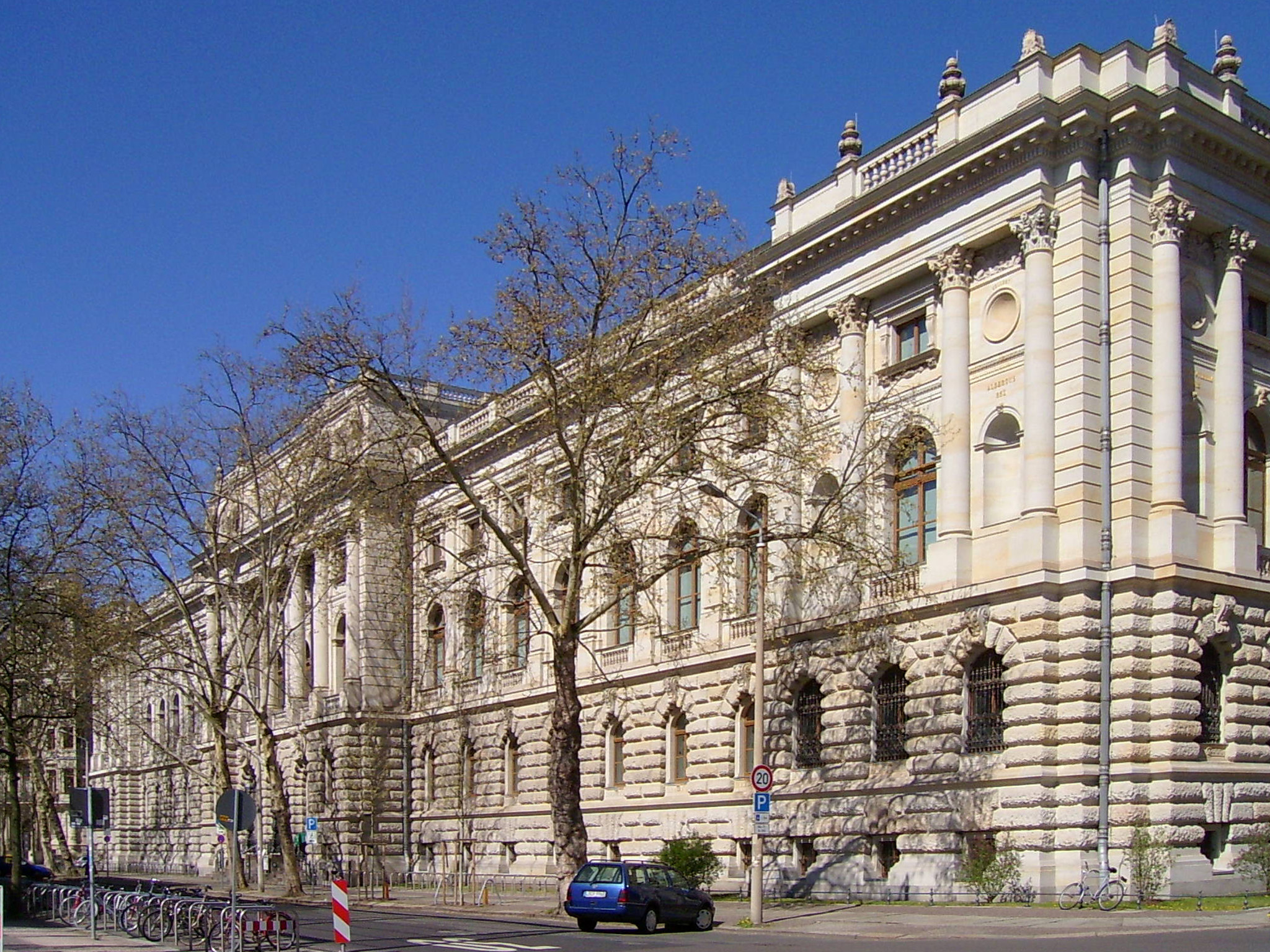
大学图书馆

### 院系設置

#### 文科
1. 神學院
2. 法律學院
3. 歷史、藝術和東方文化學院
4. 語文學院
5. 教育學院
6. 社會科學與哲學學院
7. 經濟與管理學院
8. 體育學院

#### 理科
1. 醫學院
2. 數學與計算機科學學院
3. 生命科學學院
4. 生物科學、藥劑學和心理學學院
5. 物理與地球科學學院
6. 化學與礦物學學院
7. 獸醫學院

### 研究中心
1. 生物技術與生物醫學中心
2. 就業輔導中心
3. 萊比錫德國文學學院（英语：German Institute for Literature）
4. 再生醫學轉化中心（英语：Translational Centre for Regenerative Medicine）
5. 德國生物多樣性綜合研究中心(iDiv)（英语：German Centre for Integrative Biodiversity Research (iDiv)）
6. 薩克森高等教育教學中心 (HDS)
7. 萊比錫大學藝術收藏中心
8. 萊比錫研究院
9. 全球動力研究中心
10. 語言中心
11. 薩克森州附設學院
12. 臨床培養研究中心
13. 大學檔案館
14. 萊比錫大學圖書館
15. 萊比錫大學音樂研究中心（英语：Leipziger Universitätsmusik）
16. 計算機科學研究中心
17. 巴爾幹學研究中心
18. 體育科學研究中心
19. 高級研究中心
20. 全球經濟關係研究中心
21. 教師培訓和學校研究中心
22. 媒體傳播研究中心

### 大學附屬研究所
1. 馬克斯·普朗克數理教育國際研究所 (IMPRS MiS)
2. 馬克斯·普朗克人類認知與大腦科學國際研究所
3. 馬克斯·普朗克進化人類學研究所
4. 非經典化學研究所
5. 資訊與人工智能研究所
6. 猶太歷史文化研究所
7. 中東歐歷史文化研究所
8. 東亞文化研究所
9. 考古研究所
10. 國際法律、歐洲法律和外國公法研究所（InVEA）

## 著名教授讲师科研工作者

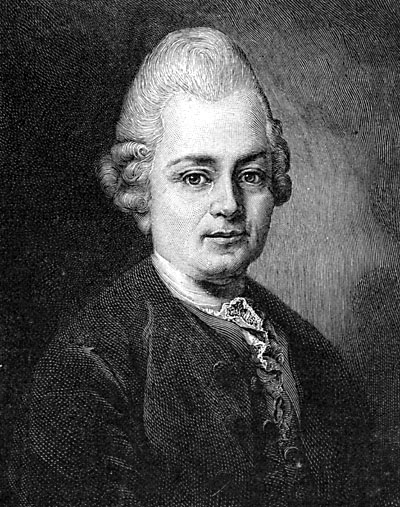
莱辛

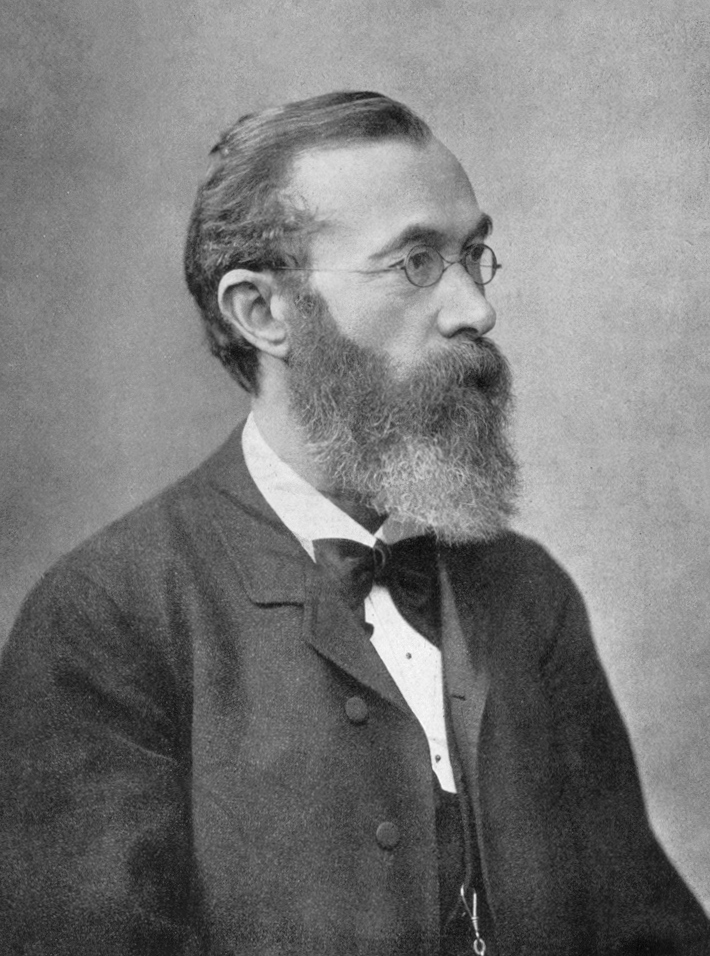
威廉·冯特

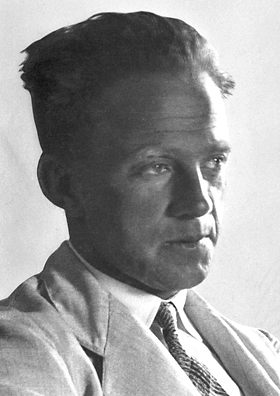
海森堡

在近600年的历史中，有过不计其数的教授和学者在莱比锡大学任教，其中包括：
- 卡尔·菲利普·埃曼钮·巴赫，德国作曲家，J.S.巴赫的次子。他是古典乐派的开创者之一。
- 卡尔·宾丁，德国法学家，1892年－1893年及1908年－1909年两度担任校长。
- 古斯塔夫·費希納，德国物理学家、实验心理学家，心理物理学、实验美学的创始人，1824年－1839年任物理学教授。
- 索菲斯·李，挪威数学家，1886年－1898年任教，李群和李代数的创始人。
- 台尔多·里特，德国教育学家，1920年－1937年任教，1931－1932年任校长，文化教育学派的重要思想家。
- 奥古斯特·费迪南德·莫比乌斯，德国数学家和天文学家，1815年他获得教授资格，1848年他成为莱比锡天文台台长，拓扑学的先驱。
- 弗里德里希·拉采尔，德国自然科学家、地理学家和民族学家，1886年－1904年任教，地理环境决定论的代表人物之一。
- 伽达默尔，德国哲学家，1939年－1947年任教并担任校长。
- 恩斯特·布洛赫，德国哲学家，1948年－1957年任教。
- 约翰·马蒂亚斯·哈泽，德国数学家、天文学家、地图绘制家和历史地理学家。
- 菲利克斯·克莱因，德国数学家，1880年－1886年任教。
- 戈特霍尔德·埃夫莱姆·莱辛，德国诗人。
- 卡尔·弗里德里希·威廉·路德维希，德国生理学家，1865年起任生理学教授。
- 弗里德里希·威廉·里彻尔，语言学家，1865年－1875年任教授
- 康斯坦丁·冯·蒂申多夫，神学家，1854年起任教授，
- 威廉·冯特，德国心理学家，实验心理学的创始人，1875年任哲学教授，1879年在莱比锡建立全世界第一个心理学研究所。
- 威廉·韦伯，德国物理学家，1843年－1849年任教，电磁学研究先驱，磁通量单位以其名字命名。
- 路德维希·玻尔兹曼，奥地利物理学家，1900年任教，热力学和统计力学的奠基人之一。
- 特奥多尔·蒙森，德国历史学家，1902年诺贝尔文学奖获得者，1848年－1851年任法学教授。
- 斯凡特·奥古斯特·阿伦尼乌斯，瑞典化学家，1903年诺贝尔化学奖获得者，1888年任威廉·奥斯特瓦尔德助教。
- 威廉·奥斯特瓦尔德，德国化学家，1909年诺贝尔化学奖获得者，1887年－1906年任物理化学教授。
- 瓦尔特·能斯特，德国化学家，1920年诺贝尔化学奖获得者，1889年就职于物理化学系。
- 古斯塔夫·赫兹，德国物理学家，1925年诺贝尔物理学奖获得者，1954年－1961年任物理学研究所主任。
- 纳坦·瑟德布卢姆，宗教历史学家，1930年诺贝尔和平奖获得者，1912年－1914年任宗教学研究所主任。
- 沃纳·海森堡，德国物理学家，1932年诺贝尔物理学奖获得者，1927年－1942年任理论物理学教授。
- 彼得·德拜，荷兰化学家，1936年诺贝尔化学奖获得者，1927年－1936年任物理学研究所主任。

## 著名校友

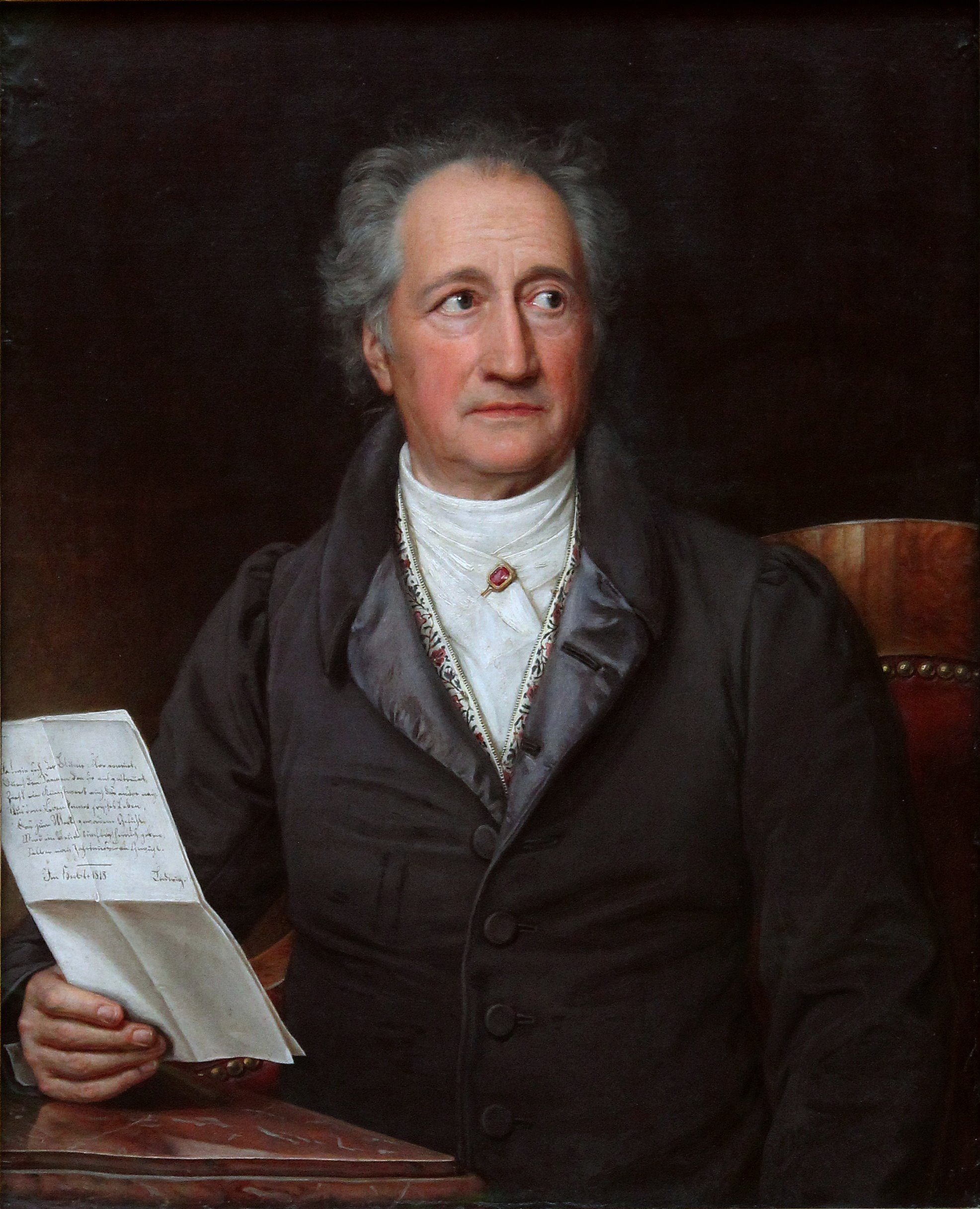
歌德

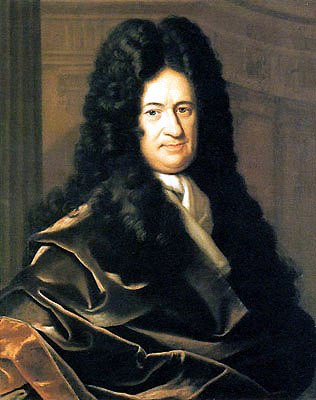
莱布尼茨

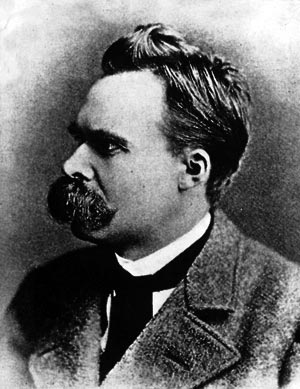
尼采

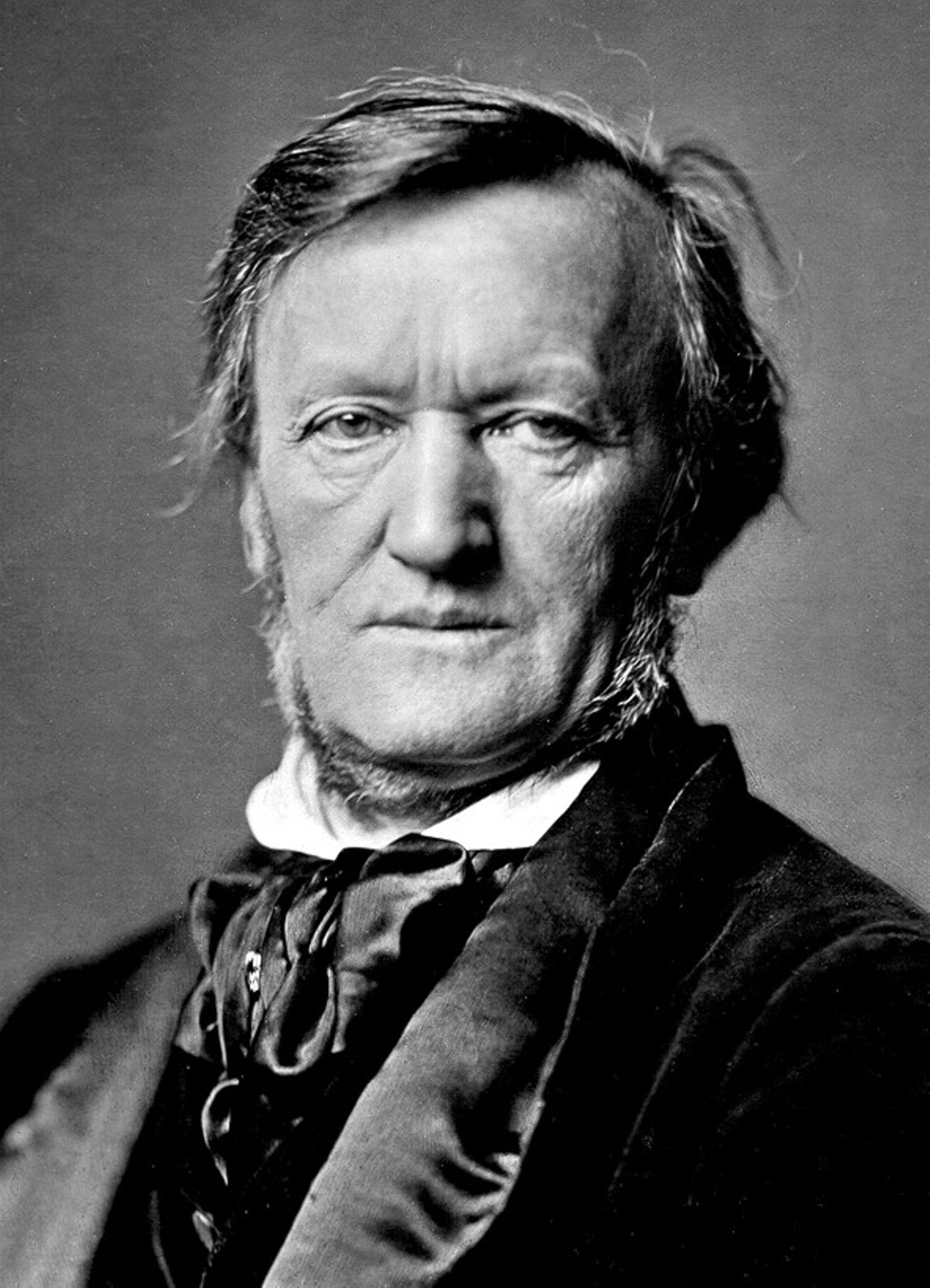
瓦格纳

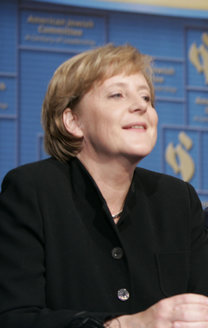
默克尔

也有不计其数的著名人物曾在莱比锡大学就读，其中包括：
- 第谷·布拉赫，丹麦贵族，天文学家兼占星术士和炼金术士，开普勒之师。
- 奥托·冯·格里克，德国物理学家，于1657年设计并进行了著名的马德堡半球实验，1617－1619年就读艺术专业。
- 托马斯·闵采尔，德国宗教改革的激进派领袖，德国农民战争领袖，1506年起就读表演专业。
- 格奥尔格·菲利普·泰勒曼，德国巴洛克时期著名作曲家，1701－1704年就读法学专业。
- 格奥尔格·阿格里科拉，德国学者，“矿物学之父”，1514年－1518年就读文学专业，1521年－1522年就读医学专业。
- 格奥尔格·布雷迪希，德国物理化学家，曾就读物理化学专业。
- 阿尔诺德·盖伦，德国哲学家和社会学家，哲学人类学的主要代表1924年－1927年就读哲学、语言学、日耳曼学和心理学专业。
- 诺瓦利斯，德国早期浪漫主义作家、哲学家和采矿业工程师，1791年－1794年就读法学、哲学和数学专业。
- 戈特弗里德·威廉·莱布尼茨，德国哲学家和数学家，1661年－1663年就读哲学专业。
- 约翰·沃尔夫冈·冯·歌德，德国诗人，1765年－1768年就读法学和诗歌学专业。
- 弗里德里希·尼采，德国哲学家，1865年－1869年就读古典语言学专业
- 恩斯特·荣格尔，德国作家和昆虫学家，1923年起就读动物学、哲学专业，未毕业。
- 海因里希·弗赖赫尔·冯·胡森，德国外交家，彼得大帝的顾问。
- 弗迪南·德·索绪尔，瑞士语言学家，“现代语言学之父”，曾就读印欧语专业。
- 兰克，德国历史学家，西方近代史学的重要奠基者之一，1814年-1818年就读神学和哲学专业。
- 埃里希·克斯特讷，德国作家，1919年－1925年就读历史学、哲学、日耳曼学和戏剧学专业。
- 库尔特·舒马赫，德国政治家，1915年－1917年就读法学和国家经济学专业。
- 奥托·肖特，德国化学家及光学玻璃专家，1884年同恩斯特·阿贝在耶拿创建肖特玻璃厂，1873年就读莱比锡大学。
- 罗伯特·舒曼，德国作曲家和钢琴家，1828年起就读法学专业。
- 理查德·瓦格纳，德国作曲家，德国歌剧的最重要奠基人之一，1831年起就读音乐专业。
- 古斯塔夫·施特雷泽曼，德国魏玛共和国总理和外交部长，1898－1901年就读国民经济学，1926年获诺贝尔和平奖。
- 卡尔·博施，德国化学家，1898年就读有机化学专业，1931年获诺贝尔化学奖。
- 伯纳德·卡茨，德国出生的生物物理学家，后加入英国国籍.1929年就读医学，1970年获诺贝尔生理学或医学奖。
- 弗里德里希·贝吉乌斯，德国化学家，1907年获得化学专业博士学位，1931年同卡尔·博施共获诺贝尔化学奖。
- 保罗·埃尔利希，德国化学家，1883年获得博士学位，1908年获诺贝尔生理学或医学奖。
- 爱德华·泰勒，出生于匈牙利的美国理论物理学家，“氢弹之父”，1928年－1930年就读理论物理学专业。
- 阿尔诺德·盖伦，德国哲学家和社会学家，哲学人类学的主要代表，1924年就读哲学，艺术史专业。
- 埃德蒙德·胡塞尔，德国哲学家，现象学之父，1876年就读数学，天文学和物理专业。
- 弗拉迪米尔·彼得·柯本，德国裔气象学家、地理学家，柯本气候分类法的发明人，1870年获博士学位。
- 卡尔·李卜克内西，德国国际社会主义者和反军事主义者，德国社会民主党创始人之一，1890年－1893年就读法学和哲学专业。
- 卡尔利斯·乌尔马尼斯，拉脱维亚政治家，拉脱维亚农民联盟成员，曾任拉脱维亚总理和拉脱维亚总统。曾就读农业专业。
- 托马斯·马萨里克，捷克斯洛伐克政治家，捷克斯洛伐克首任总统，1876年就读哲学专业。
- 安格拉·默克尔，德国政治家，德国历史上的首位女总理，1973年－1978年就读物理学专业。
- 汉斯-迪特里希·根舍，德国政治家，曾任德国联邦内政部长和外交部长，曾就读法学专业。
- 米歇尔·巴切莱特，智利政治家，智利第一位，南美洲第一位、拉丁美洲第三位女性民选总统，1974年就读日尔曼语言文学和医学专业。

### 华人校友
- 辜鸿铭，中国思想家，是中国近现代为数稀少的一位博学中国传统文化的同时又精通西方语言与文化的学者，并著有《中国的牛津运动》和《中国人的精神》，1877年就读土木工程。

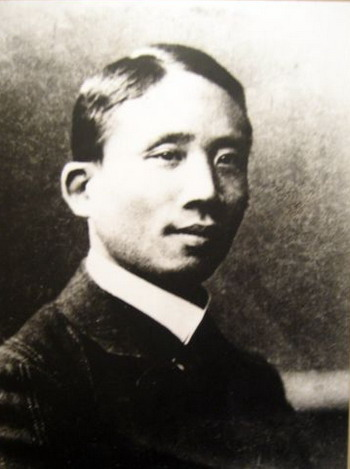
蔡元培

- 蔡元培，中国教育家，中华民国首任教育总长，1916年－1927年任北京大学校长，革新北大，开“学术”与“自由”之风，1908-1911年就读哲学，心理学和艺术史专业。
- 萧友梅，中国音乐教育家及作曲家，中国近代音乐教育之父。历任"北京大学附设音乐传习所"导师，教务主任。1927年，筹建中国第一所专业高等音乐教育机构：国立音乐院。后改组为国立音乐专科学校(上海音乐学院)，并且担任校长。1912年就读莱比锡大学和莱比锡音乐学院，学习作曲理论。
- 林语堂，中国作家，先后任清华大学，北京大学教授和英文系主任，提倡“以自我为中心，以闲适为格凋”的小品文，对之后的文学界影响深远，著名作品有《吾国与吾民》、《京华烟云》等。1921-1922就读语言学，获博士学位。
- 周培源，中国理论物理学家、流体力学家，清华大学毕业。历任北京大学物理系教授、北京大学校长，中国科学院院士。1928年秋赴德，在W.K.海森伯（Heisenberg）教授领导下工作。
- 罗干，中国共产党党员，中共中央政治局委员、中央书记处书记，国务委员，中共中央国家机关工作委员会书记，中央政法委员会书记，高级工程师。2002年11月，当选中共中央政治局常委，成为中国共产党主要领导人之一。1954-1955年就读德语。
- 梅兆荣，中国外交家，中国共产党党员。历任驻民主德国大使馆随员，外交部苏联东欧司副处长，驻民主德国大使馆、联邦德国大使馆二等秘书，外交部西欧司处长、副司长、司长，1988年6月至1997年1月任中国驻德意志联邦共和国特命全权大使。1953-1956年就读德语。
- 周煒良，華裔數學家，集郵家。代數幾何領域主要代表人物之一。1936年獲萊比錫大學數學博士學位。

## 外部連結
- 萊比錫大學官方网站 （页面存档备份，存于）